# Marco Martinelli (politico)
Marco Martinelli (Roma, 6 dicembre 1962 – Roma, 8 ottobre 2023) è stato un politico italiano.

## Biografia

### Elezione a deputato
Già deputato di AN nella XV legislatura, alle elezioni politiche del 2008 viene eletto deputato della XVI legislatura della Repubblica Italiana nella circoscrizione Toscana per Il Popolo della Libertà.
Il 16 novembre 2013, con la sospensione delle attività del Popolo della Libertà, aderisce alla rinascita di Forza Italia.
Non ricandidato alle elezioni politiche del 2018, torna a dedicarsi all'attività professionale.
Muore nel 2023 dopo una lunga malattia.

## Attività parlamentare
Il deputato Martinelli secondo il sito Openpolis.it, risulta essere al 626.mo posto su 630 nella classifica per l'indice di produttività (8,41% di presenze e 91,59% di assenze).